# Rock Band
Cet article concerne la série de jeux vidéo. Pour le premier jeu de la série, voir Rock Band (jeu vidéo).
Rock Band est une série de jeux vidéo développée par Harmonix et MTV Games, et distribuée par Electronic Arts sur consoles Nintendo DS, iOS, PlayStation 2, PlayStation 3, PlayStation Portable, Wii, et Xbox 360. La série, inspirée de la série Guitar Hero également développée par Harmonix, autorise jusqu'à quatre joueurs à jouer, ou imiter, des morceaux de musique rock à l'aide d'une manette de jeu ou d'un instrument modelé. Les joueurs peuvent jouer des morceaux de guitare solo, de guitare basse, de clavier, de batterie, et également chanter à l'aide d'un microphone branché par prise USB. Un classement est ensuite établi, évaluant la synchronisation du joueur.
Le concept de Rock Band bourgeonne pendant le développement de la série Guitar Hero par Harmonix. La société RedOctane étant rachetée par Activision, Harmonix, elle, est rachetée par MTV Games, une division de Viacom, qui permettra le développement de la série. Le premier opus, Rock Band, est commercialisé en 2007 et sa suite, Rock Band 2, en 2008. Le marché du jeu de rythme s'effondrant en 2009, Viacom met Harmonix en vente, mais la société est finalement transformée en studio indépendant. Harmonix peut poursuivre la vente de la série en obtenant la licence du jeu The Beatles: Rock Band en 2009. Le dernier opus intégral de la série, Rock Band 3, est commercialisé en 2010. En juillet 2014, le studio annonce ses projets de vente de la série sur les consoles de huitième génération.
Chaque jeu Rock Band présente entre une vingtaine et une quarantaine de chansons rachetées à différents groupes musicaux appartenant au domaine rock des années 1960 et au-delà. Dans pratiquement tous les cas, des chansons présentées dans un opus peuvent être exportées dans les opus plus récents de la série. En date, la série Rock Band recense plus de 13 millions d'exemplaires vendus, pour un total d'un milliard de dollars de recette. Plus de 4 000 chansons issues de plus de 1 200 différents groupes et musiciens sont disponibles comme contenu, et plus de 130 millions de chansons ont été achetées,,,,,,.

## Histoire

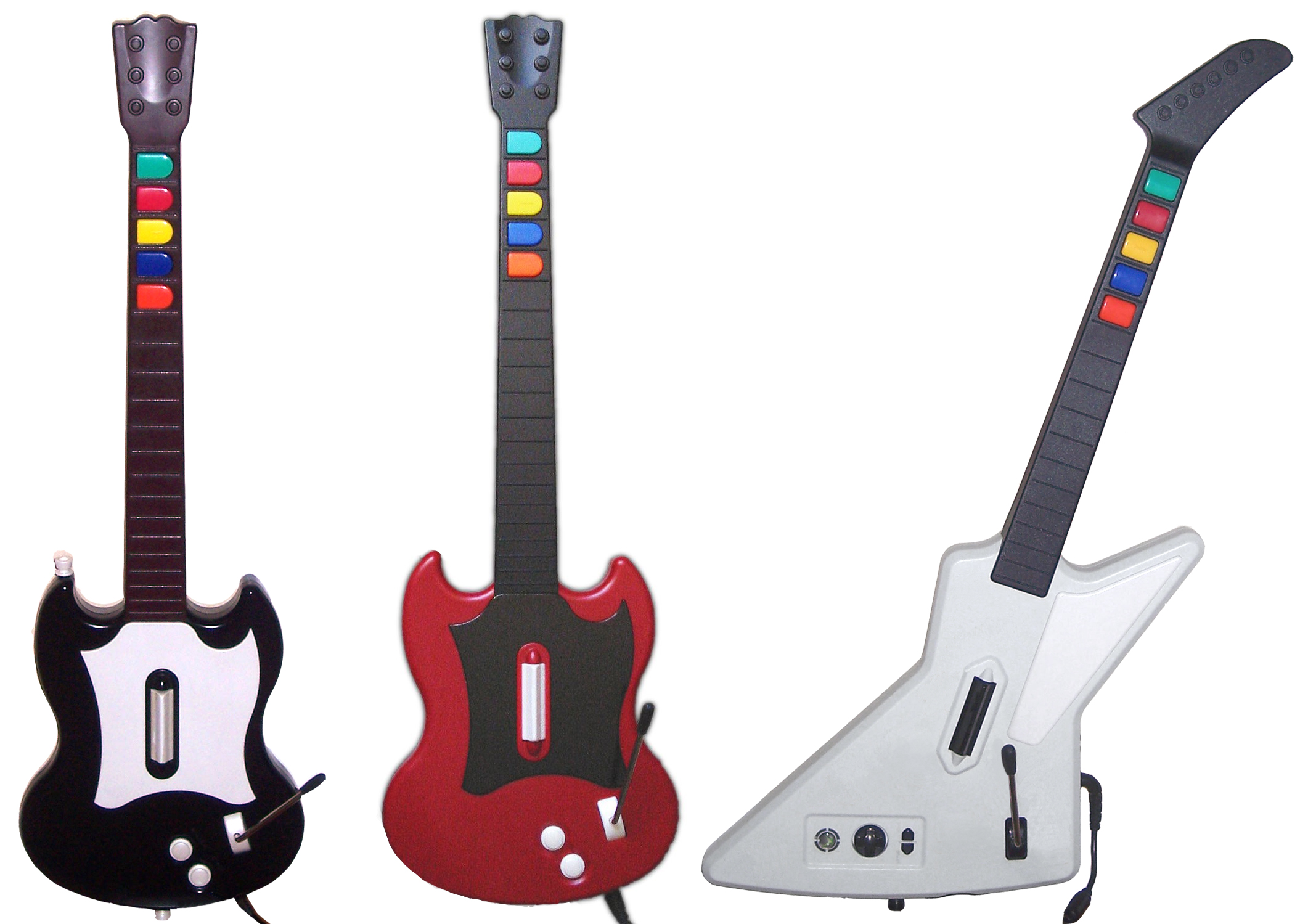
Guitare de la série Guitar Hero.

Avant l'existence de Guitar Hero et Rock Band, Harmonix s'établit comme une société qui se centre principalement sur des jeux musicaux. Développé au Media Lab du Massachusetts Institute of Technology, le premier produit catégorisé Harmonix s'intitule The Axe: Titans of Classic Rock commercialisé sur ordinateur, dans lequel le joueur doit utiliser et appuyer sur quatre touches du clavier lorsque les notes musicales de plusieurs chansons sont jouées. Cherchant à faire connaître ce type de jeu, les fondateurs d'Harmonix, Alex Rigopulos et Eran Egozy, s'inspirent de jeux musicaux japonais comme PaRappa the Rapper. C'est ainsi que le jeu vidéo Frequency et sa suite Amplitude voient le jour sur PlayStation 2 ; dans ces deux jeux, le joueur doit appuyer sur les touches indiquées en même temps que les notes musicales apparaissent à l'écran. Cependant, Harmonix s'aperçoit de la difficulté des joueurs à saisir le concept. L'idée plus claire d'allier jeu vidéo et musique est représentée dans les jeux Karaoke Revolution, dans lesquels un avatar est utilisé pour chanter et danser lorsqu'une chanson est jouée ; cette série est un succès commercial, et aide la société à mieux s'établir.
RedOctane propose à Harmonix sa contribution au développement du premier opus Guitar Hero, lui-même inspiré du jeu japonais Guitar Freaks. Harmonix s'inspire de ses anciennes techniques utilisées dans les jeux Frequency et Amplitude, ainsi que du développement de Karaoke Revolution afin de créer Guitar Hero. Harmonix se concentre moins sur le gameplay, et plus sur la simplicité à connecter le joueur avec la musique, en travaillant sur les notes des chansons. Guitar Hero est un succès commercial et critique, et devient ainsi le pilier de la série. Tandis que le succès de la série Guitar Hero s'accroit, les sociétés Harmonix et RedOctane sont rachetées par MTV Games et Activision respectivement, en 2006 ; MTV débourse $175 millions dans l'achat d'Harmonix. RedOctane continue la publication de la série, avec l'aide de Neversoft au développement. Avec MTV Games, une division de Viacom, Harmonix s'inspire de Guitar Hero et Karaoke Revolution afin de créer la série Rock Band. Selon le vice-président du développement commercial chez Harmonix, Greg LoPiccolo, l'équipe d'Harmonix envisageait déjà la création d'un jeu dans lequel différents instruments seraient utilisés avant même que la série Guitar Hero ne soit complétée. Rigopulos note que les travaux effectués sur Guitar Hero n'en était qu'une approche partielle, limitée à un budget restreint. Harmonix envisage également Rock Band comme un jeu de plateforme accompagné d'un système de contenu téléchargeable permettant au joueur d'agrandir sa bibliothèque musicale plutôt que d'attendre la sortie d'un nouvel opus. Le succès de Rock Band permet le développement de suites et de titres dérivés. Viacom sous termes et conditions, débourse $150 pour la série fin 2007,. La série Rock Band est félicitée par la presse lorsqu'elle parvient à négocier l'usage du nom des Beatles pour un jeu vidéo, longtemps considéré comme le « saint-graal » de la série,.
En 2009, le marché des jeux de rythme commence à s'effondrer. Il devient saturé avec l'apparition de titres, principalement en provenance de la série Guitar Hero d'Activision, et la crise économique mondiale depuis 2008 qui n'aide en rien. Viacom recense des pertes financières significatives avec la série Rock Band, et le chiffre des ventes pour The Beatles: Rock Band n'est pas à la hauteur de leurs espérances. Viacom, cherchant à continuer la série en 2010, annonce la mise en vente d'Harmonix, citant les pertes financières et son inexpérience dans le domaine de la publication vidéoludique,,. Harmonix est finalement rachetée en 2010 par Harmonix-SBE Holdings LLC, une firme d'investissement de Columbus Nova, LLC.

## Jeux

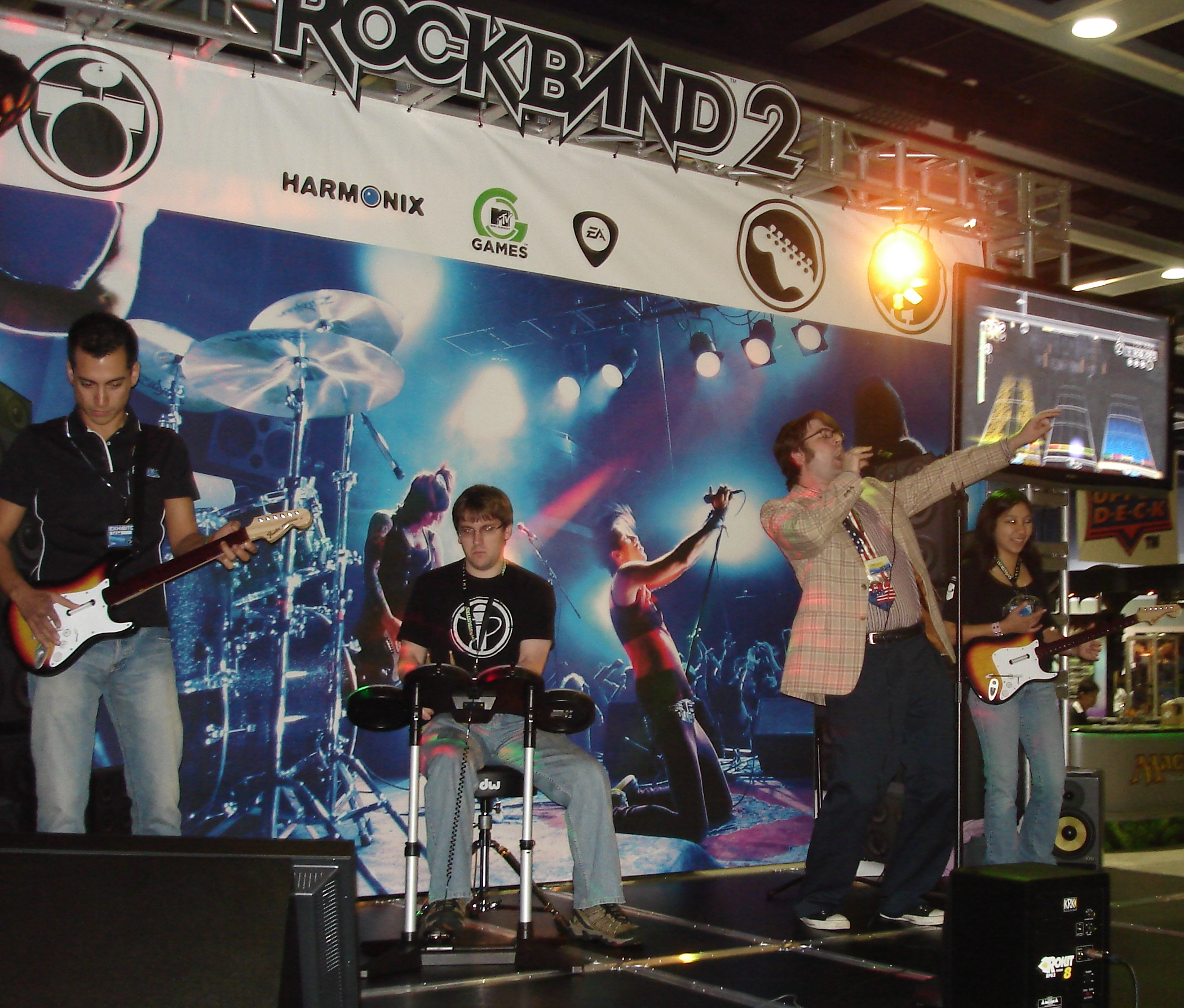
Quatre personnes jouant à Rock Band 2, un des jeux de la saga principale, au Penny Arcade Expo de Seattle.

### Principaux jeux
Harmonix fait paraître trois principaux titres de la série Rock Band : Rock Band (2007), Rock Band 2 (2008), et Rock Band 3 (2010). Chaque jeu comprend 57 à 84 chansons, sans compter les chansons disponibles par contenu téléchargeable. Les jeux comprennent différents modes, incluant les modes carrière solo, le multijoueur, les modes coopératifs en ligne et les modes de compétition. Un quatrième opus, Rock Band 4, est annoncé en 2015 et est sorti sur PlayStation 4 et Xbox One.

### Jeux spéciaux
En octobre 2008, Harmonix, avec MTV Games, annoncent un accord exclusif avec Apple Corps, Ltd. afin de produire le titre The Beatles: Rock Band, inspiré des jeux Rock Band et comprenant les chansons du groupe The Beatles. Le jeu est commercialisé le 9 septembre 2009, en parallèle à la sortie des albums remasterisés des Beatles. Le jeu comprend également des contenus téléchargeables incluant les albums Abbey Road, Sgt. Pepper's Lonely Hearts Club Band, et Rubber Soul. Les chansons peuvent être ajoutées au disque du jeu.
Après le succès de The Beatles: Rock Band, Green Day: Rock Band est commercialisé en juin 2010. Il comprend les chansons du groupe et l'intégralité des albums Dookie, American Idiot, et 21st Century Breakdown, et des avatars des membres du groupe. La liste des titres peut être exportées dans d'autres disques Rock Band. De nombreux autres groupes expliquent avoir collaboré, ou cherché à collaborer, avec Harmonix afin de développer un jeu à leur nom. Le groupe Pearl Jam collabore avec Harmonix, MTV Games, et Rhapsody sur un projet Rock Band prévu pour 2010, permettant aux utilisateurs de voter leurs chansons préférées du groupe. En août 2011, une rumeur est lancée comme quoi le projet de Pearl Jam serait commercialisé en tant que contenu téléchargeable ; le porte-parole d'Harmonix, John Drake, dément ses rumeurs et annonce l'annulation du jeu.
Le groupe U2, après avoir décliné l'idée d'avoir un jeu Rock Band à son nom en 2008, reconsidère la proposition après avoir assisté au succès du jeu The Beatles: Rock Band, selon le bassiste Adam Clayton. D'une manière similaire, Queen souhaite également incarner un jeu Rock Band, selon Brian May. Bien qu'aucun jeu basé sur le groupe n'ait été commercialisé, des avatars en Lego des membres du groupe font leur apparition sur Lego Rock Band. Roger Daltrey du groupe The Who explique qu'une titre Rock Band basé sur son groupe sortira en 2010 ; cependant, rien n'est commercialisé en 2010, ni même au-delà. Harmonix avait également l'idée de jeux basés sur Pink Floyd et Led Zeppelin, mais aucun de ces projets n'est validé.

### Jeux dérivés
Harmonix prévoit un jeu dérivé de Rock Band pour le public japonais en co-développement avec Q Entertainment. Le titre, initialement annoncé en 2008, comprendra de la musique J-pop, et devrait être « le premier jeu américain de musique rock entièrement développé pour le marché japonais,. » Des groupes japonais, comme X Japan, s'y intéressent. Harmonix annonce, cependant, que ce projet n'est plus d'actualité, mais prévoit d'ajouter des musiques japonaises au contenu téléchargeable de Rock Band. Alex Rigopulos explique par la suite leur difficulté d'achat de musiques japonaises,.
Rock Band Blitz est un titre téléchargeable de la série paru sur Xbox 360 et PlayStation 3 en octobre 2012. De la même manière que Rock Band Unplugged, le gameplay est similaire à celui de Frequency et Amplitude. Le jeu comprend 25 chansons, mais peut également comprendre des titres achetés par le joueur ; les 25 chansons sont jouables sur Rock Band 3. Contrairement aux précédents opus, le contrôle de Blitz s'effectue avec une manette de jeu standard.

### Jeux portables
Rock Band Unplugged est développé par Backbone Entertainment et commercialisé sur PlayStation Portable en Amérique du Nord le 9 juin 2009 puis plus tard la même année en Europe. Le jeu utilise les capacités Wi-Fi de la PSP afin de fournir au joueur le contenu téléchargeable. Le gameplay est similaire à celui des précédents jeux d'Harmonix, Frequency et Amplitude, qui permet au joueur de contrôler le jeu grâce aux boutons de la PSP. Les versions DS de Lego Rock Band et Rock Band 3 utilisent un système de gameplay similaire à celui de Rock Band Unplugged.
Une version mobile de Rock Band est développée par EA Mobile utilisable sur différents types de téléphones ; le jeu est mis à disposition des utilisateurs du service Verizon le 16 septembre 2009. Il comprend quelques-uns des modes de la série Rock Band comme le mode multijoueur. Le jeu offre la possibilité de jouer l'un des quatre instruments proposés sur 25 chansons déjà existantes dans la bibliothèque musicale de la série Rock Band. Une version simplement intitulée Rock Band est parue en octobre 2009 sur iOS, comprenant un gameplay décrit comme similaire à celui de Tap Tap Revenge et autorisant jusqu'à quatre joueurs via Bluetooth. Rock Band Reloaded est commercialisé le 2 décembre 2010.

## Système de jeu
Les jeux Rock Band sont des jeux vidéo musicaux basés sur un classement, mélangeant les éléments des deux précédentes séries développées par Harmonix — Guitar Hero et Karaoke Revolution — permettant à un ou quatre joueurs de jouer des morceaux de guitare solo, de guitare basse, de batterie, ou des morceaux vocaux. Rock Band 3 permet plus, avec l'ajout notamment de morceaux aux claviers. Les joueurs doivent appuyer au bon moment lorsque des notes musicales apparaissent à l'écran. Le système de jeu de Rock Band et l'interface sur l'écran utilisent un mélange d'éléments issus de Guitar Hero et de Karaoke Revolution.

## Chansons
Rock Band, Rock Band 2, et Rock Band 3 possèdent 58, 84, et 83 chansons, respectivement, orientées rock des années 1960 à 2000, composées par des groupes connus ou indépendants. Rock Band permet l'exportation de titres. Cela permet au joueur d'accéder à des chansons incluses dans d'autres jeux Rock Band. Rock Band 2 comprend des chansons exportées des jeux Rock Band, Lego Rock Band, et Green Day: Rock Band. Rock Band 3 permet au jouer d'accéder à ces chansons, mais également à celles incluses dans Rock Band 2. Lego Rock Band et Green Day: Rock Band permettent au joueur d'exporter une liste complète de titres.

## Liste
| Date de sortie             | Titre                   | Plateforme | Plateforme | Plateforme | Plateforme | Plateforme | Plateforme | Plateforme | Plateforme | Plateforme | Plateforme           |
| -------------------------- | ----------------------- | ---------- | ---------- | ---------- | ---------- | ---------- | ---------- | ---------- | ---------- | ---------- | -------------------- |
| Date de sortie             | Titre                   | 360        | PS3        | PS2        | Wii        | PSP        | NDS        | iOS        | Mobile     | PS4/PS5    | Xbox One/Xbox Series |
| Jeux principaux            |                         |            |            |            |            |            |            |            |            |            |                      |
| 2007                       | Rock Band               | Oui        | Oui        | Oui        | Oui        | Non        | Non        | Non        | Non        | Non        | Non                  |
| 2008                       | Rock Band 2             | Oui        | Oui        | Oui        | Oui        | Non        | Non        | Non        | Non        | Non        | Non                  |
| 2010                       | Rock Band 3             | Oui        | Oui        | Non        | Oui        | Non        | Oui        | Non        | Non        | Non        | Non                  |
| 2015                       | Rock Band 4             | Non        | Non        | Non        | Non        | Non        | Non        | Non        | Non        | Oui        | Oui                  |
| Jeux basés sur des groupes |                         |            |            |            |            |            |            |            |            |            |                      |
| 2009                       | The Beatles: Rock Band  | Oui        | Oui        | Non        | Oui        | Non        | Non        | Non        | Non        | Non        | Non                  |
| 2010                       | Green Day: Rock Band    | Oui        | Oui        | Non        | Oui        | Non        | Non        | Non        | Non        | Non        | Non                  |
| Jeux dérivés               |                         |            |            |            |            |            |            |            |            |            |                      |
| 2009                       | Lego Rock Band          | Oui        | Oui        | Non        | Oui        | Non        | Oui        | Oui        | Oui        | Non        | Non                  |
| 2012                       | Rock Band Blitz (en)    | Oui        | Oui        | Non        | Non        | Non        | Non        | Non        | Non        | Non        | Non                  |
| Jeux portables             |                         |            |            |            |            |            |            |            |            |            |                      |
| 2009                       | Rock Band Unplugged     | Non        | Non        | Non        | Non        | Oui        | (no)       | Non        | Non        | Non        | Non                  |
| 2009                       | Rock Band Mobile (en)   | Non        | Non        | Non        | Non        | (no)       | Non        | Non        | Oui        | Non        | Non                  |
| 2009                       | Rock Band (iOS) (en)    | Non        | Non        | Non        | Non        | Non        | Non        | Oui        | Non        | Non        | Non                  |
| 2010                       | Rock Band Reloaded (en) | Non        | Non        | Non        | Non        | (no)       | Non        | Oui        | Oui        | Non        | Non                  |
| Rock Band Track Packs      |                         |            |            |            |            |            |            |            |            |            |                      |
| 2008                       | Vol. 1                  | Non        | Non        | Oui        | Oui        | Non        | Non        | Non        | Non        | Non        | Non                  |
| 2008                       | AC/DC Live              | Oui        | Oui        | Oui        | Oui        | Non        | Non        | Non        | Non        | Non        | Non                  |
| 2008                       | Vol. 2                  | Oui        | Oui        | Oui        | Oui        | Non        | Non        | Non        | Non        | Non        | Non                  |
| 2009                       | Classic Rock            | Oui        | Oui        | Oui        | Oui        | Non        | Non        | Non        | Non        | Non        | Non                  |
| 2009                       | Country                 | Oui        | Oui        | Oui        | Oui        | Non        | Non        | Non        | Non        | Non        | Non                  |
| 2009                       | Metal                   | Oui        | Oui        | Oui        | Oui        | Non        | Non        | Non        | Non        | Non        | Non                  |
| 2011                       | Country 2               | Oui        | Oui        | Non        | Oui        | Non        | Non        | Non        | Non        | Non        | Non                  |